# Comuna de Strzałkowo
Strzałkowo (polaco: Gmina Strzałkowo) é uma gminy (comuna) na Polónia, na voivodia de Grande Polónia e no condado de Słupecki. A sede do condado é a cidade de Strzałkowo.
De acordo com os censos de 2004, a comuna tem 9555 habitantes, com uma densidade 67,1 hab/km².

## Área
Estende-se por uma área de 142,39 km², incluindo:
- área agrícola: 86%
- área florestal: 10%

## Demografia
Dados de 30 de Junho 2004:
|                      | Total   | Total | Mulheres | Mulheres | Homens  | Homens |
| -------------------- | ------- | ----- | -------- | -------- | ------- | ------ |
|                      | pessoas | %     | pessoas  | %        | pessoas | %      |
| População            | 9555    | 100   | 4781     | 50       | 4774    | 50     |
| Densidade (pop./km²) | 67,1    | 100   | 33,6     | 33,6     | 33,5    | 33,5   |

De acordo com dados de 2002, o rendimento médio per capita ascendia a 1422,17 zł.

## Subdivisões
- Babin, Babin-Holendry, Brudzewo, Chwałkowice, Graboszewo, Janowo, Janowo-Holendry, Katarzynowo, Kornaty, Krępkowo, Młodziejewice, Ostrowo Kościelne, Paruszewo, Skarboszewo, Strzałkowo, Szemborowo, Wólka.

## Comunas vizinhas
- Kołaczkowo, Powidz, Słupca, Słupca, Witkowo, Września